# Thierry von der Warth
Thierry von der Warth (Luik, 3 mei 1984) is een Belgische dj en producer.

## Discografie

### 'Februari 2020: Give up On You
Von der Warth bracht zijn eerste single "Give Up On You" samen met Mabryx kwam uit op 21 februari 2020 op BIP Records. Het nummer bereikte nummer 40 in de officiële Belgische Ultratop dancechart.

### April 2020: Patience
Op 17 april 2020 bracht Von der Warth zijn eerste solo-single uit "Patience"

## Topradio
Sinds januari 2018 is Von der Warth ook actief als DJ op het radiostation Topradio met zijn Versuz Radioshow. De radioshow bestaat voornamelijk uit dansmuziek.